# Jan Bosco Sternberg
Jan Bosco Sternberg (25. listopadu 1936 Praha – 14. září 2012 Klatovy) byl příslušník starobylého šlechtického rodu Šternberků a restituent zámku Jemniště. Byl čestným členem řádu Maltézských rytířů.

## Život

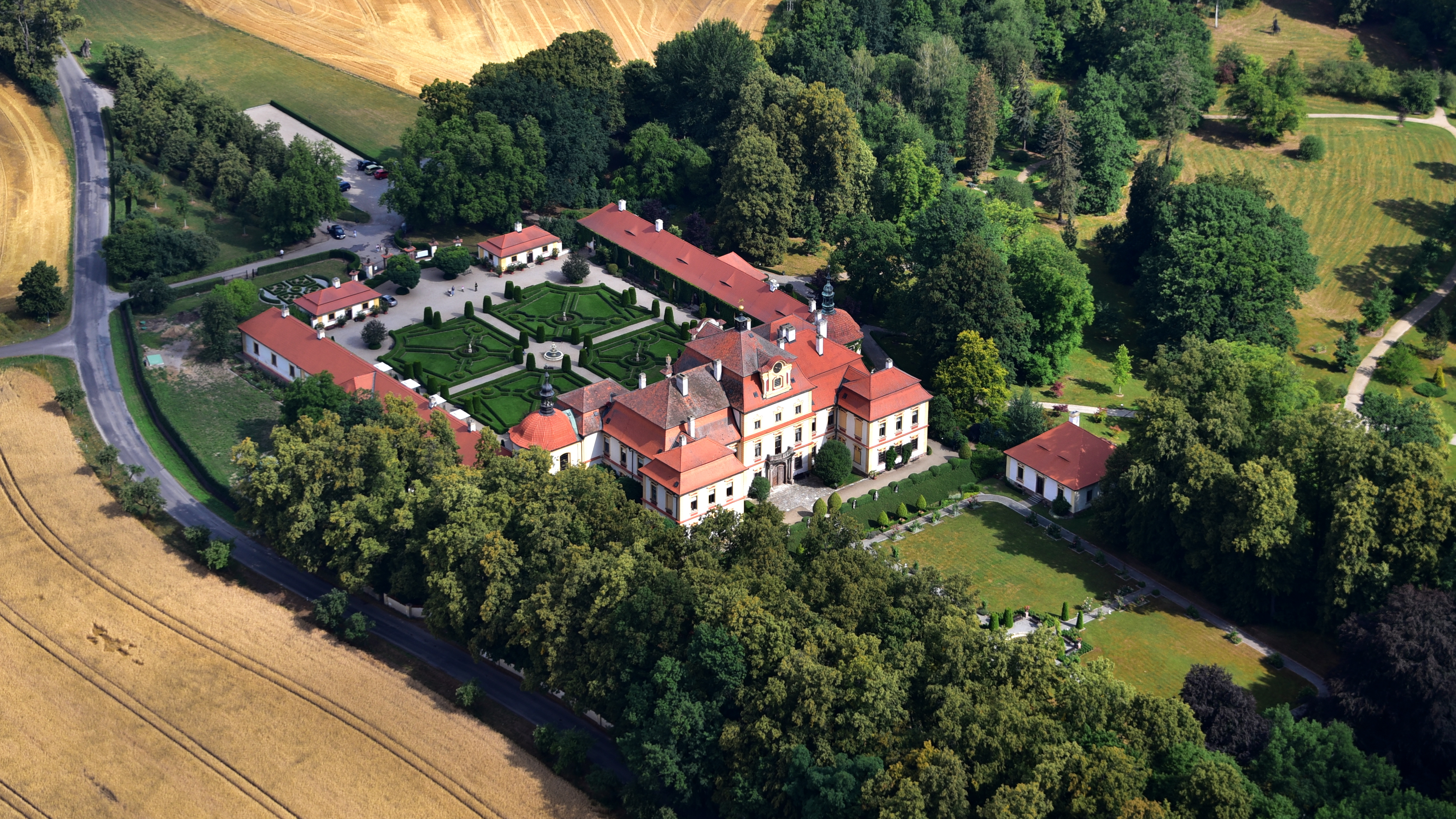
Zámek Jemniště

Narodil se jako pátý syn a osmý z devíti potomků hraběte Jiřího Sternberga (10. prosince 1888 Praha – 27. července 1965 Bruneck) a jeho manželky (sňatek 6. duben 1921 Chotělice) Kunhuty (Kunigundy) Mensdorff-Pouilly (11. leden 1899 – 19. listopad 1989). Jeho starší bratr Zdeněk Sternberg po Sametové revoluci zrestituoval hrad Český Šternberk.
Dětství strávil na hradě Český Šternberk. Poté, co byl hrad znárodněn, tam otec Jiří pracoval jako kastelán. Ve svých šestnácti letech se Jan Bosco dostal na zahradnickou mistrovskou školu v Děčíně. Po roce však školu musel opustit a byl poslán na převýchovu do internačního tábora pro děti třídních nepřátel v Osoblaze u Opavy. Onemocněl tam žloutenkou, a proto byl poslán na práci na statky ve Šternově a Čejkovicích, který kdysi Šternberkům patřily a které tehdy spravoval bývalý šternberský správce. Vojnu složil na Slovensku. Poté pracoval u geologického průzkumu u Plzně. Tam se v Křimicích seznámil se svou budoucí ženou a po dvouleté známosti se vzali. Po svatbě bydleli dvacet let v Chodově, Jan Bosco pracoval v povrchovém dole. V roce 1968 emigrovali do Německa, kde se jim také narodil syn Jiří. Po osmi měsících se vrátili. Ke konci komunismu si koupili domek v Klatovech a Jan Bosco pracoval jako závozník ve stavebním podniku.
Po bezdětné tetě Terezii Sternbergové (1905–1982) provdané za Františka Mensdorff-Pouilly (1897–1991) zdědil právo na zámek Jemniště a v roce 1995 ho zrestituoval. V současnosti zámek spravuje jeho syn Jiří Sternberg.
Zemřel v roce 2012 a byl pohřben na hřbitově v Českém Šternberku.

## Rodina
Jan Bosco se oženil 4. července 1964 ve Vejprnicích s Marií Leopoldinou Lobkowiczovou (8. prosince 1943 Plzeň – 2. října 2017 Klatovy), dcerou Jaroslava Lobkowicze (18. června 1910 Zámeček u Plzně – 7. května 1985 Křimice), 13. knížete z Lobkowicz, vévody roudnického, a jeho manželky (sňatek 11. července 1940 Praha) Gabrielly von Korff Schmising-Kerssenbrock (29. listopadu 1917 Klatovy – 30. července 2008 Dymokury). Marie Leopoldina nesměla studovat na vysoké škole, proto celý život pracovala jako asistentka hygienické služby. Narodily se jim dvě děti:
- 1. Jiří (* 29. listopadu 1968 Senden)
  - ∞ (25. listopadu 1995 Jemniště) Petra Říhová (* 21. února 1975 Jindřichův Hradec), jejich děti:
    - 1. Vojtěch Václav (* 16. září 1996 Benešov)
    - 2. Isabela (* 26. ledna 1999 Neratovice)
- 2. Kateřina (* 2. ledna 1974 Plzeň)
  - ∞ (6. července 1996 Jemniště) Petr Žák (* 10. března 1974 Klatovy), výrobce třímetrových leteckých modelů řízených rádiem, jejich děti:
    - 1. Tereza
    - 2. Klára
    - 3. Kryštof

## Příbuzenské vztahy restituentů zámků Jemniště, Častolovice a hradu Český Šternberk
Toto schéma představuje příbuzenské vztahy Jana Boska Sternberga, Diany Franzisky Sternbergové Phipps a Zdeňka Sternberga, kteří jsou zvýrazněni červeně. Všichni pocházeli z Leopoldovy větve konopišťských Sternbergů. Modře jsou vyznačeni přímí mužští předkové. Zeleně je vyznačen Josef Leopold (Leopold I.; 1770–1858), společný předek všech tří a vnuk zakladatele Leopoldovy větve. Oranžově je navíc vyznačena současná hlava rodu. Římské číslice představují pořadí manželky nebo manžela, pokud se některý příslušník oženil nebo příslušnice vdala více než jednou. Vzhledem k účelu se nejedná o kompletní rodokmen.
|                                             |                                             |                                             |                                             |                                             |                                             |                                        |                                        |                                                     |                                                     |                                                     |                                                     |                                                     |                                                     |                              |                              |                                                     |                                                     |                                                     |                                                     | Josef Leopold (Leopold I.) ze Sternbergu 1770–1858  | Josef Leopold (Leopold I.) ze Sternbergu 1770–1858  | Josef Leopold (Leopold I.) ze Sternbergu 1770–1858 | Josef Leopold (Leopold I.) ze Sternbergu 1770–1858 | Josef Leopold (Leopold I.) ze Sternbergu 1770–1858 | Josef Leopold (Leopold I.) ze Sternbergu 1770–1858 |                                  |                                  | Marie Karolína z Walseggu 1781–1857 | Marie Karolína z Walseggu 1781–1857 | Marie Karolína z Walseggu 1781–1857 | Marie Karolína z Walseggu 1781–1857 | Marie Karolína z Walseggu 1781–1857 | Marie Karolína z Walseggu 1781–1857 |                                   |                                   |                                   |                                   |                                |                                |                         |                         |                            |                            |                            |                            |                                        |                                        |                                        |                                        |                                        |                                        |                                         |                                         |                                         |                                         |                                                       |                                                       |                                                       |                                                       |                                                       |                                                       |                               |                               |                                  |                                  |                                  |                                  |                                                     |                                                     |                                                     |                                                     |                                                     |                                                     |                                     |                                     |                                     |                                     |  |  |  |  |
|                                             |                                             |                                             |                                             |                                             |                                             |                                        |                                        |                                                     |                                                     |                                                     |                                                     |                                                     |                                                     |                              |                              |                                                     |                                                     |                                                     |                                                     | Josef Leopold (Leopold I.) ze Sternbergu 1770–1858  | Josef Leopold (Leopold I.) ze Sternbergu 1770–1858  | Josef Leopold (Leopold I.) ze Sternbergu 1770–1858 | Josef Leopold (Leopold I.) ze Sternbergu 1770–1858 | Josef Leopold (Leopold I.) ze Sternbergu 1770–1858 | Josef Leopold (Leopold I.) ze Sternbergu 1770–1858 |                                  |                                  | Marie Karolína z Walseggu 1781–1857 | Marie Karolína z Walseggu 1781–1857 | Marie Karolína z Walseggu 1781–1857 | Marie Karolína z Walseggu 1781–1857 | Marie Karolína z Walseggu 1781–1857 | Marie Karolína z Walseggu 1781–1857 |                                   |                                   |                                   |                                   |                                |                                |                         |                         |                            |                            |                            |                            |                                        |                                        |                                        |                                        |                                        |                                        |                                         |                                         |                                         |                                         |                                                       |                                                       |                                                       |                                                       |                                                       |                                                       |                               |                               |                                  |                                  |                                  |                                  |                                                     |                                                     |                                                     |                                                     |                                                     |                                                     |                                     |                                     |                                     |                                     |  |  |  |  |
|                                             |                                             |                                             |                                             |                                             |                                             |                                        |                                        |                                                     |                                                     |                                                     |                                                     |                                                     |                                                     |                              |                              |                                                     |                                                     |                                                     |                                                     |                                                     |                                                     |                                                    |                                                    |                                                    |                                                    |                                  |                                  |                                     |                                     |                                     |                                     |                                     |                                     |                                   |                                   |                                   |                                   |                                |                                |                         |                         |                            |                            |                            |                            |                                        |                                        |                                        |                                        |                                        |                                        |                                         |                                         |                                         |                                         |                                                       |                                                       |                                                       |                                                       |                                                       |                                                       |                               |                               |                                  |                                  |                                  |                                  |                                                     |                                                     |                                                     |                                                     |                                                     |                                                     |                                     |                                     |                                     |                                     |  |  |  |  |
|                                             |                                             |                                             |                                             |                                             |                                             |                                        |                                        |                                                     |                                                     |                                                     |                                                     |                                                     |                                                     |                              |                              |                                                     |                                                     |                                                     |                                                     |                                                     |                                                     |                                                    |                                                    |                                                    |                                                    |                                  |                                  |                                     |                                     |                                     |                                     |                                     |                                     |                                   |                                   |                                   |                                   |                                |                                |                         |                         |                            |                            |                            |                            |                                        |                                        |                                        |                                        |                                        |                                        |                                         |                                         |                                         |                                         |                                                       |                                                       |                                                       |                                                       |                                                       |                                                       |                               |                               |                                  |                                  |                                  |                                  |                                                     |                                                     |                                                     |                                                     |                                                     |                                                     |                                     |                                     |                                     |                                     |  |  |  |  |
| Leopold II. Mořic ze Sternbergu 1811–1899   | Leopold II. Mořic ze Sternbergu 1811–1899   | Leopold II. Mořic ze Sternbergu 1811–1899   | Leopold II. Mořic ze Sternbergu 1811–1899   | Leopold II. Mořic ze Sternbergu 1811–1899   | Leopold II. Mořic ze Sternbergu 1811–1899   |                                        |                                        | Luisa z Hohenlohe-Bartenstein-Jagtsbergu 1840–1873  | Luisa z Hohenlohe-Bartenstein-Jagtsbergu 1840–1873  | Luisa z Hohenlohe-Bartenstein-Jagtsbergu 1840–1873  | Luisa z Hohenlohe-Bartenstein-Jagtsbergu 1840–1873  | Luisa z Hohenlohe-Bartenstein-Jagtsbergu 1840–1873  | Luisa z Hohenlohe-Bartenstein-Jagtsbergu 1840–1873  |                              |                              |                                                     |                                                     |                                                     |                                                     |                                                     |                                                     |                                                    |                                                    | Jaroslav ze Sternbergu 1809–1874                   | Jaroslav ze Sternbergu 1809–1874                   | Jaroslav ze Sternbergu 1809–1874 | Jaroslav ze Sternbergu 1809–1874 | Jaroslav ze Sternbergu 1809–1874    | Jaroslav ze Sternbergu 1809–1874    |                                     |                                     | Eleonora Orczy de Orczi 1811–1865   | Eleonora Orczy de Orczi 1811–1865   | Eleonora Orczy de Orczi 1811–1865 | Eleonora Orczy de Orczi 1811–1865 | Eleonora Orczy de Orczi 1811–1865 | Eleonora Orczy de Orczi 1811–1865 |                                |                                |                         |                         |                            |                            |                            |                            |                                        |                                        | Zdeněk ze Sternbergu 1813–1890         | Zdeněk ze Sternbergu 1813–1890         | Zdeněk ze Sternbergu 1813–1890         | Zdeněk ze Sternbergu 1813–1890         | Zdeněk ze Sternbergu 1813–1890          | Zdeněk ze Sternbergu 1813–1890          |                                         |                                         | Marie Žofie Terezie ze Stadion-Thannhausenu 1819–1873 | Marie Žofie Terezie ze Stadion-Thannhausenu 1819–1873 | Marie Žofie Terezie ze Stadion-Thannhausenu 1819–1873 | Marie Žofie Terezie ze Stadion-Thannhausenu 1819–1873 | Marie Žofie Terezie ze Stadion-Thannhausenu 1819–1873 | Marie Žofie Terezie ze Stadion-Thannhausenu 1819–1873 |                               |                               |                                  |                                  |                                  |                                  |                                                     |                                                     |                                                     |                                                     |                                                     |                                                     |                                     |                                     |                                     |                                     |  |  |  |  |
| Leopold II. Mořic ze Sternbergu 1811–1899   | Leopold II. Mořic ze Sternbergu 1811–1899   | Leopold II. Mořic ze Sternbergu 1811–1899   | Leopold II. Mořic ze Sternbergu 1811–1899   | Leopold II. Mořic ze Sternbergu 1811–1899   | Leopold II. Mořic ze Sternbergu 1811–1899   |                                        |                                        | Luisa z Hohenlohe-Bartenstein-Jagtsbergu 1840–1873  | Luisa z Hohenlohe-Bartenstein-Jagtsbergu 1840–1873  | Luisa z Hohenlohe-Bartenstein-Jagtsbergu 1840–1873  | Luisa z Hohenlohe-Bartenstein-Jagtsbergu 1840–1873  | Luisa z Hohenlohe-Bartenstein-Jagtsbergu 1840–1873  | Luisa z Hohenlohe-Bartenstein-Jagtsbergu 1840–1873  |                              |                              |                                                     |                                                     |                                                     |                                                     |                                                     |                                                     |                                                    |                                                    | Jaroslav ze Sternbergu 1809–1874                   | Jaroslav ze Sternbergu 1809–1874                   | Jaroslav ze Sternbergu 1809–1874 | Jaroslav ze Sternbergu 1809–1874 | Jaroslav ze Sternbergu 1809–1874    | Jaroslav ze Sternbergu 1809–1874    |                                     |                                     | Eleonora Orczy de Orczi 1811–1865   | Eleonora Orczy de Orczi 1811–1865   | Eleonora Orczy de Orczi 1811–1865 | Eleonora Orczy de Orczi 1811–1865 | Eleonora Orczy de Orczi 1811–1865 | Eleonora Orczy de Orczi 1811–1865 |                                |                                |                         |                         |                            |                            |                            |                            |                                        |                                        | Zdeněk ze Sternbergu 1813–1890         | Zdeněk ze Sternbergu 1813–1890         | Zdeněk ze Sternbergu 1813–1890         | Zdeněk ze Sternbergu 1813–1890         | Zdeněk ze Sternbergu 1813–1890          | Zdeněk ze Sternbergu 1813–1890          |                                         |                                         | Marie Žofie Terezie ze Stadion-Thannhausenu 1819–1873 | Marie Žofie Terezie ze Stadion-Thannhausenu 1819–1873 | Marie Žofie Terezie ze Stadion-Thannhausenu 1819–1873 | Marie Žofie Terezie ze Stadion-Thannhausenu 1819–1873 | Marie Žofie Terezie ze Stadion-Thannhausenu 1819–1873 | Marie Žofie Terezie ze Stadion-Thannhausenu 1819–1873 |                               |                               |                                  |                                  |                                  |                                  |                                                     |                                                     |                                                     |                                                     |                                                     |                                                     |                                     |                                     |                                     |                                     |  |  |  |  |
|                                             |                                             |                                             |                                             |                                             |                                             |                                        |                                        |                                                     |                                                     |                                                     |                                                     |                                                     |                                                     |                              |                              |                                                     |                                                     |                                                     |                                                     |                                                     |                                                     |                                                    |                                                    |                                                    |                                                    |                                  |                                  |                                     |                                     |                                     |                                     |                                     |                                     |                                   |                                   |                                   |                                   |                                |                                |                         |                         |                            |                            |                            |                            |                                        |                                        |                                        |                                        |                                        |                                        |                                         |                                         |                                         |                                         |                                                       |                                                       |                                                       |                                                       |                                                       |                                                       |                               |                               |                                  |                                  |                                  |                                  |                                                     |                                                     |                                                     |                                                     |                                                     |                                                     |                                     |                                     |                                     |                                     |  |  |  |  |
|                                             |                                             |                                             |                                             |                                             |                                             |                                        |                                        |                                                     |                                                     |                                                     |                                                     |                                                     |                                                     |                              |                              |                                                     |                                                     |                                                     |                                                     |                                                     |                                                     |                                                    |                                                    |                                                    |                                                    |                                  |                                  |                                     |                                     |                                     |                                     |                                     |                                     |                                   |                                   |                                   |                                   |                                |                                |                         |                         |                            |                            |                            |                            |                                        |                                        |                                        |                                        |                                        |                                        |                                         |                                         |                                         |                                         |                                                       |                                                       |                                                       |                                                       |                                                       |                                                       |                               |                               |                                  |                                  |                                  |                                  |                                                     |                                                     |                                                     |                                                     |                                                     |                                                     |                                     |                                     |                                     |                                     |  |  |  |  |
| Leopold III. Albert ze Sternbergu 1865–1937 | Leopold III. Albert ze Sternbergu 1865–1937 | Leopold III. Albert ze Sternbergu 1865–1937 | Leopold III. Albert ze Sternbergu 1865–1937 | Leopold III. Albert ze Sternbergu 1865–1937 | Leopold III. Albert ze Sternbergu 1865–1937 |                                        |                                        | Franziska Henriette Larischová z Mönnichu 1873–1933 | Franziska Henriette Larischová z Mönnichu 1873–1933 | Franziska Henriette Larischová z Mönnichu 1873–1933 | Franziska Henriette Larischová z Mönnichu 1873–1933 | Franziska Henriette Larischová z Mönnichu 1873–1933 | Franziska Henriette Larischová z Mönnichu 1873–1933 |                              |                              | Vojtěch Václav ze Sternbergu 1868–1930              | Vojtěch Václav ze Sternbergu 1868–1930              | Vojtěch Václav ze Sternbergu 1868–1930              | Vojtěch Václav ze Sternbergu 1868–1930              | Vojtěch Václav ze Sternbergu 1868–1930              | Vojtěch Václav ze Sternbergu 1868–1930              |                                                    |                                                    |                                                    |                                                    |                                  |                                  |                                     |                                     |                                     |                                     |                                     |                                     |                                   |                                   |                                   |                                   |                                |                                |                         |                         |                            |                            |                            |                            |                                        |                                        |                                        |                                        |                                        |                                        | Alois ze Sternbergu 1850–1907           | Alois ze Sternbergu 1850–1907           | Alois ze Sternbergu 1850–1907           | Alois ze Sternbergu 1850–1907           | Alois ze Sternbergu 1850–1907                         | Alois ze Sternbergu 1850–1907                         |                                                       |                                                       | Filip ze Sternbergu 1852–1924                         | Filip ze Sternbergu 1852–1924                         | Filip ze Sternbergu 1852–1924 | Filip ze Sternbergu 1852–1924 | Filip ze Sternbergu 1852–1924    | Filip ze Sternbergu 1852–1924    |                                  |                                  | Karolína z Thurn-Valsassina-Como-Vercelli 1863–1944 | Karolína z Thurn-Valsassina-Como-Vercelli 1863–1944 | Karolína z Thurn-Valsassina-Como-Vercelli 1863–1944 | Karolína z Thurn-Valsassina-Como-Vercelli 1863–1944 | Karolína z Thurn-Valsassina-Como-Vercelli 1863–1944 | Karolína z Thurn-Valsassina-Como-Vercelli 1863–1944 |                                     |                                     |                                     |                                     |  |  |  |  |
| Leopold III. Albert ze Sternbergu 1865–1937 | Leopold III. Albert ze Sternbergu 1865–1937 | Leopold III. Albert ze Sternbergu 1865–1937 | Leopold III. Albert ze Sternbergu 1865–1937 | Leopold III. Albert ze Sternbergu 1865–1937 | Leopold III. Albert ze Sternbergu 1865–1937 |                                        |                                        | Franziska Henriette Larischová z Mönnichu 1873–1933 | Franziska Henriette Larischová z Mönnichu 1873–1933 | Franziska Henriette Larischová z Mönnichu 1873–1933 | Franziska Henriette Larischová z Mönnichu 1873–1933 | Franziska Henriette Larischová z Mönnichu 1873–1933 | Franziska Henriette Larischová z Mönnichu 1873–1933 |                              |                              | Vojtěch Václav ze Sternbergu 1868–1930              | Vojtěch Václav ze Sternbergu 1868–1930              | Vojtěch Václav ze Sternbergu 1868–1930              | Vojtěch Václav ze Sternbergu 1868–1930              | Vojtěch Václav ze Sternbergu 1868–1930              | Vojtěch Václav ze Sternbergu 1868–1930              |                                                    |                                                    |                                                    |                                                    |                                  |                                  |                                     |                                     |                                     |                                     |                                     |                                     |                                   |                                   |                                   |                                   |                                |                                |                         |                         |                            |                            |                            |                            |                                        |                                        |                                        |                                        |                                        |                                        | Alois ze Sternbergu 1850–1907           | Alois ze Sternbergu 1850–1907           | Alois ze Sternbergu 1850–1907           | Alois ze Sternbergu 1850–1907           | Alois ze Sternbergu 1850–1907                         | Alois ze Sternbergu 1850–1907                         |                                                       |                                                       | Filip ze Sternbergu 1852–1924                         | Filip ze Sternbergu 1852–1924                         | Filip ze Sternbergu 1852–1924 | Filip ze Sternbergu 1852–1924 | Filip ze Sternbergu 1852–1924    | Filip ze Sternbergu 1852–1924    |                                  |                                  | Karolína z Thurn-Valsassina-Como-Vercelli 1863–1944 | Karolína z Thurn-Valsassina-Como-Vercelli 1863–1944 | Karolína z Thurn-Valsassina-Como-Vercelli 1863–1944 | Karolína z Thurn-Valsassina-Como-Vercelli 1863–1944 | Karolína z Thurn-Valsassina-Como-Vercelli 1863–1944 | Karolína z Thurn-Valsassina-Como-Vercelli 1863–1944 |                                     |                                     |                                     |                                     |  |  |  |  |
|                                             |                                             |                                             |                                             |                                             |                                             |                                        |                                        |                                                     |                                                     |                                                     |                                                     |                                                     |                                                     |                              |                              |                                                     |                                                     |                                                     |                                                     |                                                     |                                                     |                                                    |                                                    |                                                    |                                                    |                                  |                                  |                                     |                                     |                                     |                                     |                                     |                                     |                                   |                                   |                                   |                                   |                                |                                |                         |                         |                            |                            |                            |                            |                                        |                                        |                                        |                                        |                                        |                                        |                                         |                                         |                                         |                                         |                                                       |                                                       |                                                       |                                                       |                                                       |                                                       |                               |                               |                                  |                                  |                                  |                                  |                                                     |                                                     |                                                     |                                                     |                                                     |                                                     |                                     |                                     |                                     |                                     |  |  |  |  |
|                                             |                                             |                                             |                                             |                                             |                                             |                                        |                                        |                                                     |                                                     |                                                     |                                                     |                                                     |                                                     |                              |                              |                                                     |                                                     |                                                     |                                                     |                                                     |                                                     |                                                    |                                                    |                                                    |                                                    |                                  |                                  |                                     |                                     |                                     |                                     |                                     |                                     |                                   |                                   |                                   |                                   |                                |                                |                         |                         |                            |                            |                            |                            |                                        |                                        |                                        |                                        |                                        |                                        |                                         |                                         |                                         |                                         |                                                       |                                                       |                                                       |                                                       |                                                       |                                                       |                               |                               |                                  |                                  |                                  |                                  |                                                     |                                                     |                                                     |                                                     |                                                     |                                                     |                                     |                                     |                                     |                                     |  |  |  |  |
| Leopold IV. Stanislav Sternberg 1896–1957   | Leopold IV. Stanislav Sternberg 1896–1957   | Leopold IV. Stanislav Sternberg 1896–1957   | Leopold IV. Stanislav Sternberg 1896–1957   | Leopold IV. Stanislav Sternberg 1896–1957   | Leopold IV. Stanislav Sternberg 1896–1957   |                                        |                                        | Cecilia Reventlow-Criminilová 1908–1983             | Cecilia Reventlow-Criminilová 1908–1983             | Cecilia Reventlow-Criminilová 1908–1983             | Cecilia Reventlow-Criminilová 1908–1983             | Cecilia Reventlow-Criminilová 1908–1983             | Cecilia Reventlow-Criminilová 1908–1983             |                              |                              | František Sternberg 1901–1969                       | František Sternberg 1901–1969                       | František Sternberg 1901–1969                       | František Sternberg 1901–1969                       | František Sternberg 1901–1969                       | František Sternberg 1901–1969                       |                                                    |                                                    | II. Elisabeth Ada Dawson 1910–?                    | II. Elisabeth Ada Dawson 1910–?                    | II. Elisabeth Ada Dawson 1910–?  | II. Elisabeth Ada Dawson 1910–?  | II. Elisabeth Ada Dawson 1910–?     | II. Elisabeth Ada Dawson 1910–?     |                                     |                                     | Jaroslav Sternberg 1900–1943        | Jaroslav Sternberg 1900–1943        | Jaroslav Sternberg 1900–1943      | Jaroslav Sternberg 1900–1943      | Jaroslav Sternberg 1900–1943      | Jaroslav Sternberg 1900–1943      |                                |                                | Marie Grošová 1903–1972 | Marie Grošová 1903–1972 | Marie Grošová 1903–1972    | Marie Grošová 1903–1972    | Marie Grošová 1903–1972    | Marie Grošová 1903–1972    |                                        |                                        | Adam Sternberg 1903–1958               | Adam Sternberg 1903–1958               | Adam Sternberg 1903–1958               | Adam Sternberg 1903–1958               | Adam Sternberg 1903–1958                | Adam Sternberg 1903–1958                |                                         |                                         | Gertrude Amende 1902–?                                | Gertrude Amende 1902–?                                | Gertrude Amende 1902–?                                | Gertrude Amende 1902–?                                | Gertrude Amende 1902–?                                | Gertrude Amende 1902–?                                |                               |                               | Jiří Douglas Sternberg 1888–1965 | Jiří Douglas Sternberg 1888–1965 | Jiří Douglas Sternberg 1888–1965 | Jiří Douglas Sternberg 1888–1965 | Jiří Douglas Sternberg 1888–1965                    | Jiří Douglas Sternberg 1888–1965                    |                                                     |                                                     | Kunhuta Mensdorff-Pouilly 1899–1989                 | Kunhuta Mensdorff-Pouilly 1899–1989                 | Kunhuta Mensdorff-Pouilly 1899–1989 | Kunhuta Mensdorff-Pouilly 1899–1989 | Kunhuta Mensdorff-Pouilly 1899–1989 | Kunhuta Mensdorff-Pouilly 1899–1989 |  |  |  |  |
| Leopold IV. Stanislav Sternberg 1896–1957   | Leopold IV. Stanislav Sternberg 1896–1957   | Leopold IV. Stanislav Sternberg 1896–1957   | Leopold IV. Stanislav Sternberg 1896–1957   | Leopold IV. Stanislav Sternberg 1896–1957   | Leopold IV. Stanislav Sternberg 1896–1957   |                                        |                                        | Cecilia Reventlow-Criminilová 1908–1983             | Cecilia Reventlow-Criminilová 1908–1983             | Cecilia Reventlow-Criminilová 1908–1983             | Cecilia Reventlow-Criminilová 1908–1983             | Cecilia Reventlow-Criminilová 1908–1983             | Cecilia Reventlow-Criminilová 1908–1983             |                              |                              | František Sternberg 1901–1969                       | František Sternberg 1901–1969                       | František Sternberg 1901–1969                       | František Sternberg 1901–1969                       | František Sternberg 1901–1969                       | František Sternberg 1901–1969                       |                                                    |                                                    | II. Elisabeth Ada Dawson 1910–?                    | II. Elisabeth Ada Dawson 1910–?                    | II. Elisabeth Ada Dawson 1910–?  | II. Elisabeth Ada Dawson 1910–?  | II. Elisabeth Ada Dawson 1910–?     | II. Elisabeth Ada Dawson 1910–?     |                                     |                                     | Jaroslav Sternberg 1900–1943        | Jaroslav Sternberg 1900–1943        | Jaroslav Sternberg 1900–1943      | Jaroslav Sternberg 1900–1943      | Jaroslav Sternberg 1900–1943      | Jaroslav Sternberg 1900–1943      |                                |                                | Marie Grošová 1903–1972 | Marie Grošová 1903–1972 | Marie Grošová 1903–1972    | Marie Grošová 1903–1972    | Marie Grošová 1903–1972    | Marie Grošová 1903–1972    |                                        |                                        | Adam Sternberg 1903–1958               | Adam Sternberg 1903–1958               | Adam Sternberg 1903–1958               | Adam Sternberg 1903–1958               | Adam Sternberg 1903–1958                | Adam Sternberg 1903–1958                |                                         |                                         | Gertrude Amende 1902–?                                | Gertrude Amende 1902–?                                | Gertrude Amende 1902–?                                | Gertrude Amende 1902–?                                | Gertrude Amende 1902–?                                | Gertrude Amende 1902–?                                |                               |                               | Jiří Douglas Sternberg 1888–1965 | Jiří Douglas Sternberg 1888–1965 | Jiří Douglas Sternberg 1888–1965 | Jiří Douglas Sternberg 1888–1965 | Jiří Douglas Sternberg 1888–1965                    | Jiří Douglas Sternberg 1888–1965                    |                                                     |                                                     | Kunhuta Mensdorff-Pouilly 1899–1989                 | Kunhuta Mensdorff-Pouilly 1899–1989                 | Kunhuta Mensdorff-Pouilly 1899–1989 | Kunhuta Mensdorff-Pouilly 1899–1989 | Kunhuta Mensdorff-Pouilly 1899–1989 | Kunhuta Mensdorff-Pouilly 1899–1989 |  |  |  |  |
|                                             |                                             |                                             |                                             |                                             |                                             |                                        |                                        |                                                     |                                                     |                                                     |                                                     |                                                     |                                                     |                              |                              |                                                     |                                                     |                                                     |                                                     |                                                     |                                                     |                                                    |                                                    |                                                    |                                                    |                                  |                                  |                                     |                                     |                                     |                                     |                                     |                                     |                                   |                                   |                                   |                                   |                                |                                |                         |                         |                            |                            |                            |                            |                                        |                                        |                                        |                                        |                                        |                                        |                                         |                                         |                                         |                                         |                                                       |                                                       |                                                       |                                                       |                                                       |                                                       |                               |                               |                                  |                                  |                                  |                                  |                                                     |                                                     |                                                     |                                                     |                                                     |                                                     |                                     |                                     |                                     |                                     |  |  |  |  |
|                                             |                                             |                                             |                                             |                                             |                                             |                                        |                                        |                                                     |                                                     |                                                     |                                                     |                                                     |                                                     |                              |                              |                                                     |                                                     |                                                     |                                                     |                                                     |                                                     |                                                    |                                                    |                                                    |                                                    |                                  |                                  |                                     |                                     |                                     |                                     |                                     |                                     |                                   |                                   |                                   |                                   |                                |                                |                         |                         |                            |                            |                            |                            |                                        |                                        |                                        |                                        |                                        |                                        |                                         |                                         |                                         |                                         |                                                       |                                                       |                                                       |                                                       |                                                       |                                                       |                               |                               |                                  |                                  |                                  |                                  |                                                     |                                                     |                                                     |                                                     |                                                     |                                                     |                                     |                                     |                                     |                                     |  |  |  |  |
|                                             |                                             |                                             |                                             | Diana Franziska Sternbergová 1936—2024      | Diana Franziska Sternbergová 1936—2024      | Diana Franziska Sternbergová 1936—2024 | Diana Franziska Sternbergová 1936—2024 | Diana Franziska Sternbergová 1936—2024              | Diana Franziska Sternbergová 1936—2024              |                                                     |                                                     | Henry Ogden Phipps 1931–1962                        | Henry Ogden Phipps 1931–1962                        | Henry Ogden Phipps 1931–1962 | Henry Ogden Phipps 1931–1962 | Henry Ogden Phipps 1931–1962                        | Henry Ogden Phipps 1931–1962                        |                                                     |                                                     | Leopold V. František Sternberg * 1953               | Leopold V. František Sternberg * 1953               | Leopold V. František Sternberg * 1953              | Leopold V. František Sternberg * 1953              | Leopold V. František Sternberg * 1953              | Leopold V. František Sternberg * 1953              |                                  |                                  |                                     |                                     |                                     |                                     |                                     |                                     | Alžběta Hrubá-Gelenj 1929–2021    | Alžběta Hrubá-Gelenj 1929–2021    | Alžběta Hrubá-Gelenj 1929–2021    | Alžběta Hrubá-Gelenj 1929–2021    | Alžběta Hrubá-Gelenj 1929–2021 | Alžběta Hrubá-Gelenj 1929–2021 |                         |                         | Zdeněk Sternberg 1923–2021 | Zdeněk Sternberg 1923–2021 | Zdeněk Sternberg 1923–2021 | Zdeněk Sternberg 1923–2021 | Zdeněk Sternberg 1923–2021             | Zdeněk Sternberg 1923–2021             |                                        |                                        |                                        |                                        | Marie Leopoldina Lobkowiczová 1943–2017 | Marie Leopoldina Lobkowiczová 1943–2017 | Marie Leopoldina Lobkowiczová 1943–2017 | Marie Leopoldina Lobkowiczová 1943–2017 | Marie Leopoldina Lobkowiczová 1943–2017               | Marie Leopoldina Lobkowiczová 1943–2017               |                                                       |                                                       | Jan Bosco Sternberg 1936–2012                         | Jan Bosco Sternberg 1936–2012                         | Jan Bosco Sternberg 1936–2012 | Jan Bosco Sternberg 1936–2012 | Jan Bosco Sternberg 1936–2012    | Jan Bosco Sternberg 1936–2012    |                                  |                                  |                                                     |                                                     |                                                     |                                                     |                                                     |                                                     |                                     |                                     |                                     |                                     |  |  |  |  |
|                                             |                                             |                                             |                                             | Diana Franziska Sternbergová 1936—2024      | Diana Franziska Sternbergová 1936—2024      | Diana Franziska Sternbergová 1936—2024 | Diana Franziska Sternbergová 1936—2024 | Diana Franziska Sternbergová 1936—2024              | Diana Franziska Sternbergová 1936—2024              |                                                     |                                                     | Henry Ogden Phipps 1931–1962                        | Henry Ogden Phipps 1931–1962                        | Henry Ogden Phipps 1931–1962 | Henry Ogden Phipps 1931–1962 | Henry Ogden Phipps 1931–1962                        | Henry Ogden Phipps 1931–1962                        |                                                     |                                                     | Leopold V. František Sternberg * 1953               | Leopold V. František Sternberg * 1953               | Leopold V. František Sternberg * 1953              | Leopold V. František Sternberg * 1953              | Leopold V. František Sternberg * 1953              | Leopold V. František Sternberg * 1953              |                                  |                                  |                                     |                                     |                                     |                                     |                                     |                                     | Alžběta Hrubá-Gelenj 1929–2021    | Alžběta Hrubá-Gelenj 1929–2021    | Alžběta Hrubá-Gelenj 1929–2021    | Alžběta Hrubá-Gelenj 1929–2021    | Alžběta Hrubá-Gelenj 1929–2021 | Alžběta Hrubá-Gelenj 1929–2021 |                         |                         | Zdeněk Sternberg 1923–2021 | Zdeněk Sternberg 1923–2021 | Zdeněk Sternberg 1923–2021 | Zdeněk Sternberg 1923–2021 | Zdeněk Sternberg 1923–2021             | Zdeněk Sternberg 1923–2021             |                                        |                                        |                                        |                                        | Marie Leopoldina Lobkowiczová 1943–2017 | Marie Leopoldina Lobkowiczová 1943–2017 | Marie Leopoldina Lobkowiczová 1943–2017 | Marie Leopoldina Lobkowiczová 1943–2017 | Marie Leopoldina Lobkowiczová 1943–2017               | Marie Leopoldina Lobkowiczová 1943–2017               |                                                       |                                                       | Jan Bosco Sternberg 1936–2012                         | Jan Bosco Sternberg 1936–2012                         | Jan Bosco Sternberg 1936–2012 | Jan Bosco Sternberg 1936–2012 | Jan Bosco Sternberg 1936–2012    | Jan Bosco Sternberg 1936–2012    |                                  |                                  |                                                     |                                                     |                                                     |                                                     |                                                     |                                                     |                                     |                                     |                                     |                                     |  |  |  |  |
|                                             |                                             |                                             |                                             |                                             |                                             |                                        |                                        |                                                     |                                                     |                                                     |                                                     |                                                     |                                                     |                              |                              |                                                     |                                                     |                                                     |                                                     |                                                     |                                                     |                                                    |                                                    |                                                    |                                                    |                                  |                                  |                                     |                                     |                                     |                                     |                                     |                                     |                                   |                                   |                                   |                                   |                                |                                |                         |                         |                            |                            |                            |                            |                                        |                                        |                                        |                                        |                                        |                                        |                                         |                                         |                                         |                                         |                                                       |                                                       |                                                       |                                                       |                                                       |                                                       |                               |                               |                                  |                                  |                                  |                                  |                                                     |                                                     |                                                     |                                                     |                                                     |                                                     |                                     |                                     |                                     |                                     |  |  |  |  |
|                                             |                                             |                                             |                                             |                                             |                                             |                                        |                                        |                                                     |                                                     |                                                     |                                                     |                                                     |                                                     |                              |                              |                                                     |                                                     |                                                     |                                                     |                                                     |                                                     |                                                    |                                                    |                                                    |                                                    |                                  |                                  |                                     |                                     |                                     |                                     |                                     |                                     |                                   |                                   |                                   |                                   |                                |                                |                         |                         |                            |                            |                            |                            |                                        |                                        |                                        |                                        |                                        |                                        |                                         |                                         |                                         |                                         |                                                       |                                                       |                                                       |                                                       |                                                       |                                                       |                               |                               |                                  |                                  |                                  |                                  |                                                     |                                                     |                                                     |                                                     |                                                     |                                                     |                                     |                                     |                                     |                                     |  |  |  |  |
| I. Berthold von Seilern und Aspang * 1955   | I. Berthold von Seilern und Aspang * 1955   | I. Berthold von Seilern und Aspang * 1955   | I. Berthold von Seilern und Aspang * 1955   | I. Berthold von Seilern und Aspang * 1955   | I. Berthold von Seilern und Aspang * 1955   |                                        |                                        | Alexandra Phipps Sternbergová * 1959                | Alexandra Phipps Sternbergová * 1959                | Alexandra Phipps Sternbergová * 1959                | Alexandra Phipps Sternbergová * 1959                | Alexandra Phipps Sternbergová * 1959                | Alexandra Phipps Sternbergová * 1959                |                              |                              | II. Maximilian von Bulgarini und von Hardegg * 1966 | II. Maximilian von Bulgarini und von Hardegg * 1966 | II. Maximilian von Bulgarini und von Hardegg * 1966 | II. Maximilian von Bulgarini und von Hardegg * 1966 | II. Maximilian von Bulgarini und von Hardegg * 1966 | II. Maximilian von Bulgarini und von Hardegg * 1966 |                                                    |                                                    |                                                    |                                                    |                                  |                                  |                                     |                                     | I. Kateřina Vávrová * 1971          | I. Kateřina Vávrová * 1971          | I. Kateřina Vávrová * 1971          | I. Kateřina Vávrová * 1971          | I. Kateřina Vávrová * 1971        | I. Kateřina Vávrová * 1971        |                                   |                                   | Filip Sternberg * 1956         | Filip Sternberg * 1956         | Filip Sternberg * 1956  | Filip Sternberg * 1956  | Filip Sternberg * 1956     | Filip Sternberg * 1956     |                            |                            | II. Susanne Friederike von Berg * 1956 | II. Susanne Friederike von Berg * 1956 | II. Susanne Friederike von Berg * 1956 | II. Susanne Friederike von Berg * 1956 | II. Susanne Friederike von Berg * 1956 | II. Susanne Friederike von Berg * 1956 |                                         |                                         |                                         |                                         | Jiří Sternberg * 1968                                 | Jiří Sternberg * 1968                                 | Jiří Sternberg * 1968                                 | Jiří Sternberg * 1968                                 | Jiří Sternberg * 1968                                 | Jiří Sternberg * 1968                                 |                               |                               | Petra Říhová * 1975              | Petra Říhová * 1975              | Petra Říhová * 1975              | Petra Říhová * 1975              | Petra Říhová * 1975                                 | Petra Říhová * 1975                                 |                                                     |                                                     |                                                     |                                                     |                                     |                                     |                                     |                                     |  |  |  |  |
| I. Berthold von Seilern und Aspang * 1955   | I. Berthold von Seilern und Aspang * 1955   | I. Berthold von Seilern und Aspang * 1955   | I. Berthold von Seilern und Aspang * 1955   | I. Berthold von Seilern und Aspang * 1955   | I. Berthold von Seilern und Aspang * 1955   |                                        |                                        | Alexandra Phipps Sternbergová * 1959                | Alexandra Phipps Sternbergová * 1959                | Alexandra Phipps Sternbergová * 1959                | Alexandra Phipps Sternbergová * 1959                | Alexandra Phipps Sternbergová * 1959                | Alexandra Phipps Sternbergová * 1959                |                              |                              | II. Maximilian von Bulgarini und von Hardegg * 1966 | II. Maximilian von Bulgarini und von Hardegg * 1966 | II. Maximilian von Bulgarini und von Hardegg * 1966 | II. Maximilian von Bulgarini und von Hardegg * 1966 | II. Maximilian von Bulgarini und von Hardegg * 1966 | II. Maximilian von Bulgarini und von Hardegg * 1966 |                                                    |                                                    |                                                    |                                                    |                                  |                                  |                                     |                                     | I. Kateřina Vávrová * 1971          | I. Kateřina Vávrová * 1971          | I. Kateřina Vávrová * 1971          | I. Kateřina Vávrová * 1971          | I. Kateřina Vávrová * 1971        | I. Kateřina Vávrová * 1971        |                                   |                                   | Filip Sternberg * 1956         | Filip Sternberg * 1956         | Filip Sternberg * 1956  | Filip Sternberg * 1956  | Filip Sternberg * 1956     | Filip Sternberg * 1956     |                            |                            | II. Susanne Friederike von Berg * 1956 | II. Susanne Friederike von Berg * 1956 | II. Susanne Friederike von Berg * 1956 | II. Susanne Friederike von Berg * 1956 | II. Susanne Friederike von Berg * 1956 | II. Susanne Friederike von Berg * 1956 |                                         |                                         |                                         |                                         | Jiří Sternberg * 1968                                 | Jiří Sternberg * 1968                                 | Jiří Sternberg * 1968                                 | Jiří Sternberg * 1968                                 | Jiří Sternberg * 1968                                 | Jiří Sternberg * 1968                                 |                               |                               | Petra Říhová * 1975              | Petra Říhová * 1975              | Petra Říhová * 1975              | Petra Říhová * 1975              | Petra Říhová * 1975                                 | Petra Říhová * 1975                                 |                                                     |                                                     |                                                     |                                                     |                                     |                                     |                                     |                                     |  |  |  |  |